# Copenhagen Sprint féminin
Cet article traite de l'épreuve féminine. Pour la compétition masculine, voir Copenhagen Sprint
Le Copenhagen Sprint féminin (en danois : Copenhagen Sprint for kvinder) est une course cycliste d'un jour pour femmes organisée à partir de 2025 au Danemark. Il fait d'emblée partie du calendrier de l'UCI World Tour féminin, le plus haut niveau du cyclisme sur route féminin. La course se déroule sur l'île de Seeland, l'île la plus peuplée du Danemark, avec un départ à Roskilde et une arrivée à Copenhague. Parallèlement à l'événement, un événement cycliste public dans les rues de Copenhague a lieu ainsi qu'un sommet politique pour promouvoir le cyclisme.

## Histoire
La course a été initialement annoncée en décembre 2023, les organisateurs espérant qu'elle se tiendrait à partir de 2025 pour les hommes et les femmes,. Le 17 juin 2024, la course et le parcours proposé ont été lancés. Les organisateurs ont noté que la course serait conçue pour les sprinteurs, compte tenu du paysage plat du Danemark. La course a été financée par la ville de Copenhague, le gouvernement danois, Sport Event Denmark et la municipalité de Roskilde pour un coût de 71,5 millions de DKK (9,59 millions d'euros)
En octobre 2024, il a été confirmé que la course ferait partie du calendrier UCI World Tour féminin, la première épreuve devant se tenir les 21 juin 2025.

## Parcours
La course débute au musée des navires vikings de Roskilde, avant de se diriger vers le paysage de l'île de Seeland, en passant par les villes de Frederikssund, Hillerød et Ballerup. Le parcours entre ensuite à Copenhague pour trois tours d'un circuit d'arrivée de 10 kilomètres dans le centre-ville  L'arrivée de la course se fera à l'extérieur de la Galerie nationale du Danemark, dans le parc Østre Anlæg après 160 kilomètres.

## Palmarès
| Année | Vainqueur | Deuxième | Troisième |
| ----- | --------- | -------- | --------- |